# Erpetogomphus designatus
Erpetogomphus designatus là loài chuồn chuồn trong họ Gomphidae. Loài này được Hagen in Selys mô tả khoa học đầu tiên năm 1858.

## Hình ảnh

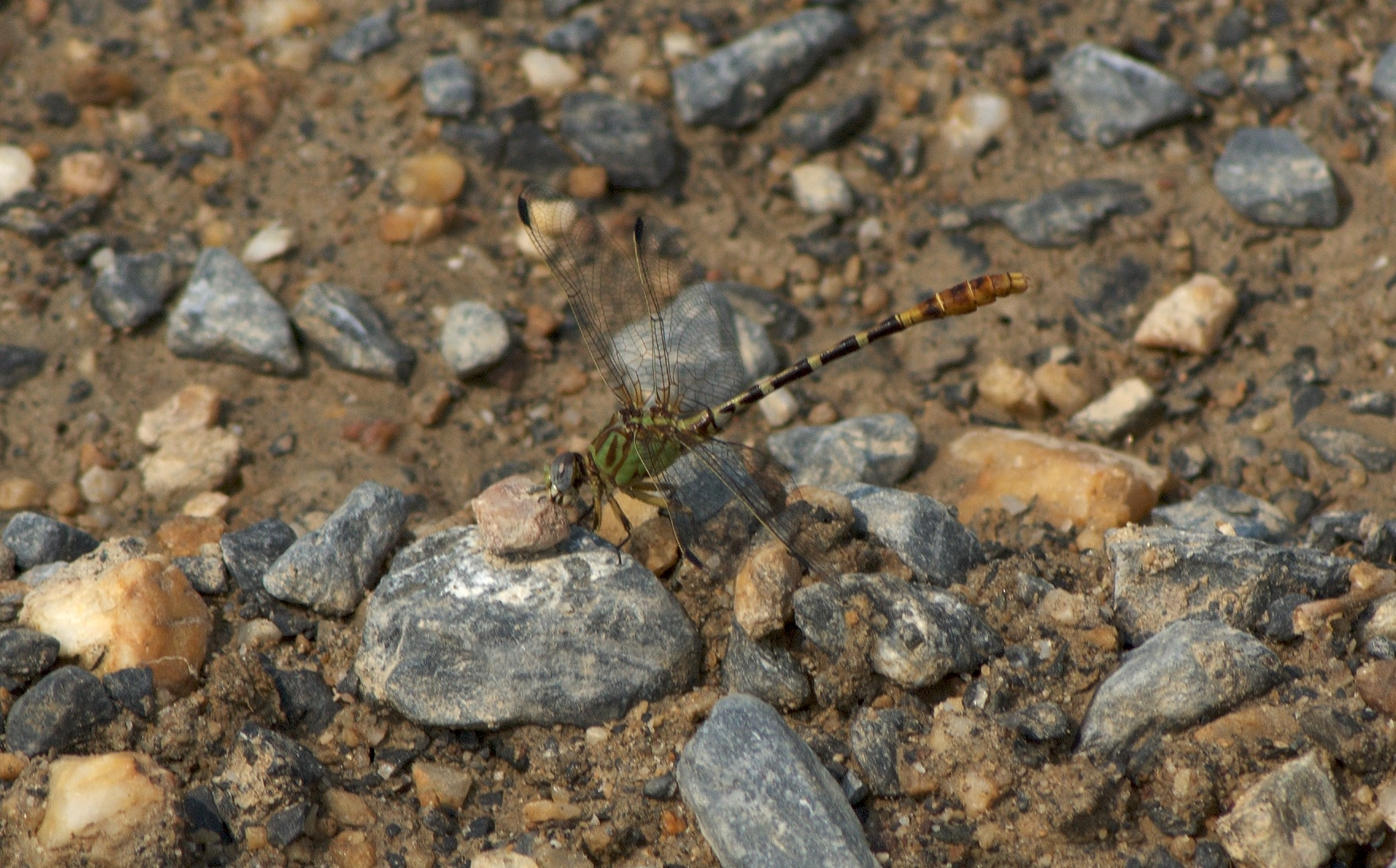